# 吉田宏 (政治家)
吉田 宏（よしだ ひろし、1956年（昭和31年）9月18日 - ）は、日本の政治家。元福岡市長（第34代）。

## 概要

### 経歴
福岡県出身。幼少期を福岡市と北九州市で育つ。ラ・サール高校卒業。慶應義塾大学経済学部卒業。1980年、西日本新聞社に入社。経済部記者、社会部記者、論説委員、経済部長などを歴任する傍ら、この間に報道番組のコメンテーターも務めており、テレビ西日本の土曜NEWSファイル CUBEに時折出演していた。2006年7月26日、経済部長を最後に退社。

### 当選
2006年11月に福岡市長選挙に民主党の推薦と社民党、ふくおかネットワークの支持を受け立候補。現職の山崎広太郎市長（自民推薦）を破り、初当選を果たした。12月7日に市長職に就任した。福岡市長はこれまで官僚や国会議員経験者などが就任してきたが、民間出身の市長は吉田が生まれた1956年に就任した奥村茂敏以来50年ぶりである。翌年の2007年の北九州市長選挙では、民主・社民・国民新が推薦した、北橋健治が初当選し、福岡県内の政令指定都市の市長は、2010年に吉田が落選するまで、民主系候補が占めることとなった。

### 市政運営
市債残高を市長就任後の4年間で約1千2百億円縮減し、財政健全化を進める一方、未就学児童の医療費無料化を実現することなどにより、福岡市は出生率伸びにも繋がった。また、不登校・ひきこもり児童・生徒対策や障害者福祉事業にも力を入れている。
対外交流の分野では、釜山広域市との関係を強化し、国境を越えた超広域経済圏の形成に取り組んでいる。
「見直し」を表明していた福岡市立こども病院の移転を事実上継承。吉田は「白紙に戻して検証・検討した結果」と説明した。

### 落選
2010年11月14日の福岡市長選挙で再選を目指し、国政与党である民主党・国民新党推薦、社民党支持で出馬したが、自由民主党と公明党が支援する元九州朝日放送アナウンサーの高島宗一郎に敗れ、落選した。
2014年11月16日の福岡市長選挙にも立候補したが、現職の高島宗一郎に前回以上の差で敗れ、落選した。